# توماس ألفاريز دي أسيفيدو
توماس ألفاريز دي أسيفيدو هو عسكري وسياسي إسباني، ولد في 1735 في إسبانيا، وتوفي في 1788 في سانتياغو في تشيلي.